# サセッタ

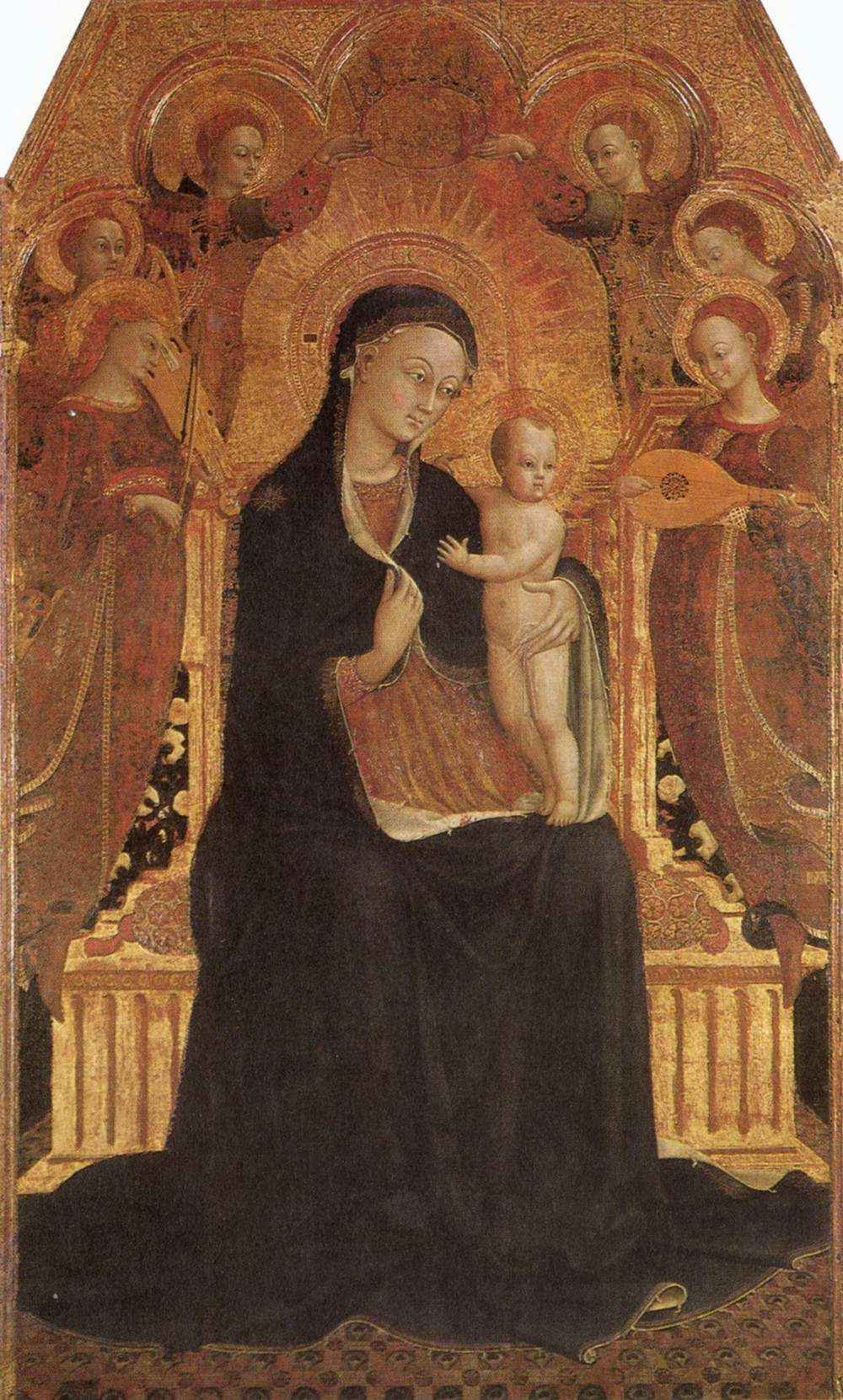
サセッタ『6人の天使を連れた聖母子』

サセッタ（il Sassetta、1392年 - 1450年/1451年）本名ステーファノ・ディ・ジョヴァンニ（Stefano di Giovanni）はイタリアの画家。
シエナの生まれだが、コルトーナ生まれだという説もある。最初にサセッタの名前が歴史に出てくるのは、1423年のシエナである。おそらくパオロ・ディ・ジョヴァンニ・フェイ（en:Paolo di Giovanni Fei）のところで徒弟見習いをしていたか、ベネディット・ディ・ビンドの下で勉強していたものと思われる。サセッタは半古典的なシエナ派様式で絵を描いた。ベッキエッタ（en:Vecchietta、本名フランチェスコ・ディ・ジョルジオ・エ・ディ・ロレンツォ）はサセッタの徒弟見習いをしていた。

## 現存する作品
- 聖アントニオと聖パウロの会談 L'incontro di Sant'Antonio e San Paolo（1440年頃）テンペラ、木、ナショナル・ギャラリー (ワシントン)
- 十字架を前にした聖トマス・アクィナス Visione di San Thomas d'Aquino（1423年）バチカン絵画館
- 精霊の鳩から霊感を受ける聖トマス San Tommaso ispirato dalla colomba dello Spirito Santo テンペラ、木、ブダペスト美術館
- 雪の聖母 La Madonna della neve（1432年）フィレンツェ、ウフィツィ美術館
- （デトロイト美術館に3作品）
- 東方三博士の旅（1345年）ニューヨーク、メトロポリタン美術館
- 悪魔の責め苦を受ける隠者聖アントニウス シエナ、国立絵画館
- 6人の天使を連れた聖母子（1437年 - 1444年）パリ、ルーヴル美術館
- 異教徒の焚刑（1423年）オーストラリア・メルボルン
- 最後の晩餐（1423年）シエナ、国立絵画館
- 恍惚の聖フランチェスコ（1437年 - 1444年）セッティニャーノ、ヴィッラ・イ・タッティ
- 聖体の秘蹟 セッティニャーノ、ヴィッラ・イ・タッティ
- 聖痕を受ける聖フランチェスコ（1437年 - 1444年）ナショナル・ギャラリー (ロンドン)